# Axel Hirsoux
Axel Hirsoux (nacido el 26 de septiembre de 1982) es un cantante belga. Representó a Bélgica en el Festival de Eurovisión de 2014 en Copenhague (Dinamarca), con la canción Mother. En la final de Eurosong, recibió más del 50 por ciento de los televotos y 4 veces el máximo de 12 puntos del jurado internacional.

## Carrera
En 2013, participó en dos concursos de talentos televisivos: 'Star Academy' y 'The Voice Belgique' (del que fue eliminado en la segunda ronda).

## Vida personal
Mientras estaba en Copenhague para el Festival de la Canción de Eurovisión, Hirsoux le dijo a OUTtv que está casado con un hombre.

## Discografía

### Singles
| Año  | Sencillo | Posiciones en listas | Posiciones en listas | Álbum            |
| Año  | Sencillo | BEL (Vl)             | BEL (Wa)             | Álbum            |
| ---- | -------- | -------------------- | -------------------- | ---------------- |
| 2014 | "Mother" | 7                    | 32                   | Non-album single |